# Alberto Cárdenas
Pour les articles homonymes, voir Cárdenas.
Alberto Cárdenas Jiménez né le 4 avril 1958 à Zapotlán el Grande, Jalisco. Il est un homme politique mexicain conservateur membre du Parti action nationale,.

## Biographie
Il obtient une licence en ingénierie industrielle à l'Instituto Tecnólogico de Ciudad Guzmán ainsi qu'une maîtrise en business planning et un doctoral en ingéniere industrielle à l'université polytechnique de Madrid en Espagne. Il est maire de Ciudad Guzmán de 1992 à 1994 puis gouverneur of Jalisco de 1995 à 2001. Après un passage comme directeur général de la Commission forestière nationale, il est secrétaire à l'Environnement et aux Ressources naturelles dans le gouvernement Vicente Fox.
Le 7 juillet 2005, il s'inscrit à la primaire du PAN afin d'obtenir l'investiture de son parti pour l'élection présidentielle de 2006 mais a perdu face à Felipe Calderón. À la place, il obtient l'investiture du parti pour l'élection sénatoriale et obtient un siège.